# Lygniodes e-antiqua
Lygniodes e-antiqua là một loài bướm đêm trong họ Erebidae.